# 硫酸鉄(III)アンモニウム
硫酸鉄(III)アンモニウム(英語: Ammonium iron(III) sulfate、分子式: NH4Fe(SO4)2·12 H2OまたはNH4[Fe(H2O)6](SO4)2·6 H2O）は複塩の内のミョウバンの一種である 。硫酸鉄アンモニウム (英語: ferric ammonium sulfate) または鉄ミョウバン（英語: iron alum）とも呼ばれる。淡い紫色の八面体結晶をしているが、色は不純物のものであるという説と結晶そのものの色であるという説がある。
酸性で常磁性を示し、微生物に対しては毒性がある。弱い酸化剤であり、還元すると硫酸アンモニウム鉄(II)となる。

## 調製
硫酸鉄(III)アンモニウムは硫酸鉄(III)と硫酸アンモニウムの溶液から調製されるが、硫酸鉄(III)は2価鉄イオンを硫酸と硝酸で酸化させて調製する。結晶はその後、溶液を減衰させて作る。
鉄(II)の酸化: 6 FeSO4 + 2 HNO3 + 3 H2SO4 = 3 Fe2(SO4)3 + 2 NO + 4 H2O
合成: Fe2(SO4)3 + (NH4)2SO4 = 2 NH4Fe(SO4)2

## 用途
鉄ミョウバンは廃水処理やなめし、染料の生産、電子部品のエッチングなどで使われている。さらに断熱冷凍や生化学分析、有機分析などに用いられている。

## ギャラリー

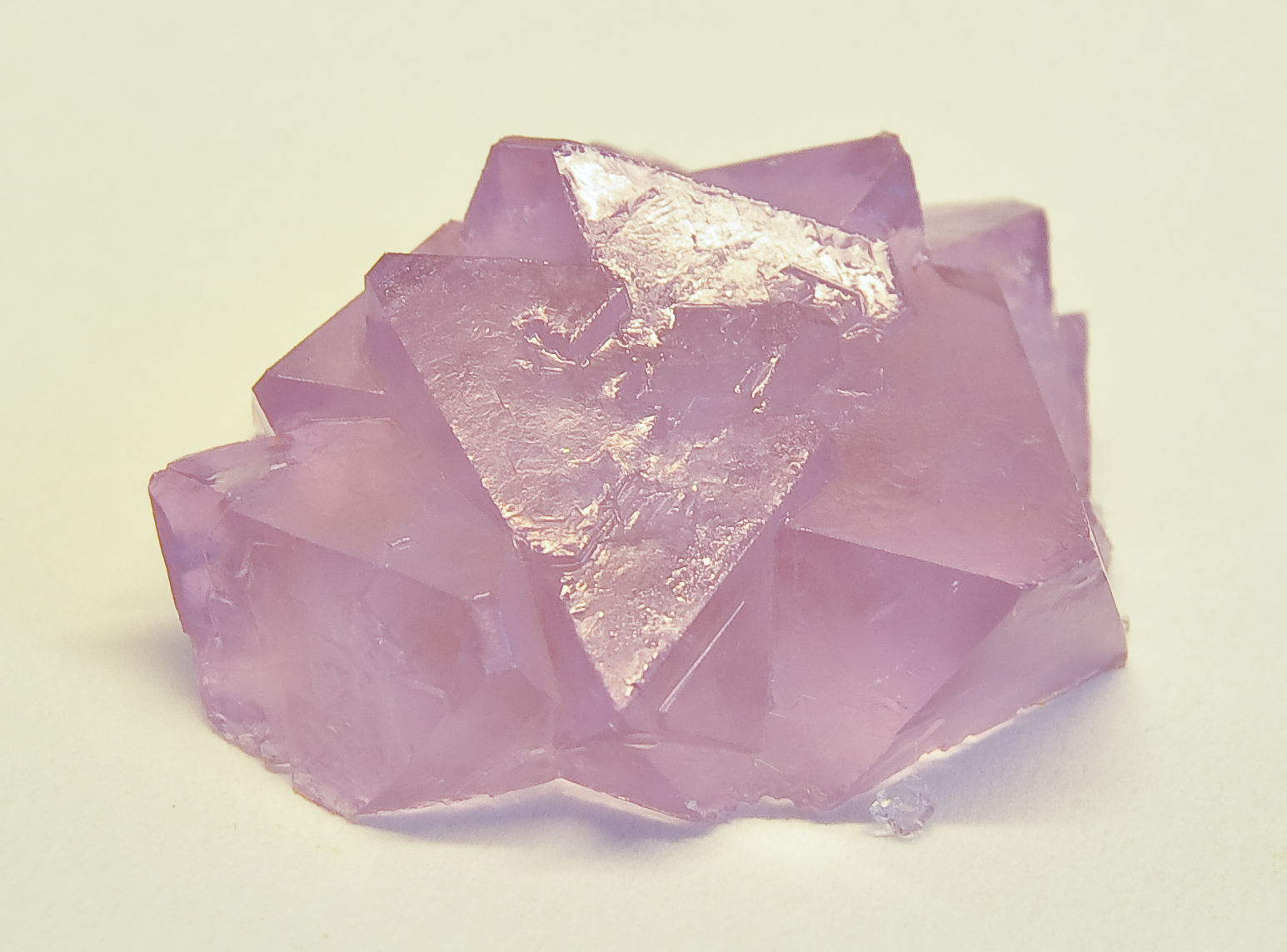
硫酸鉄(III)アンモニウムの結晶。
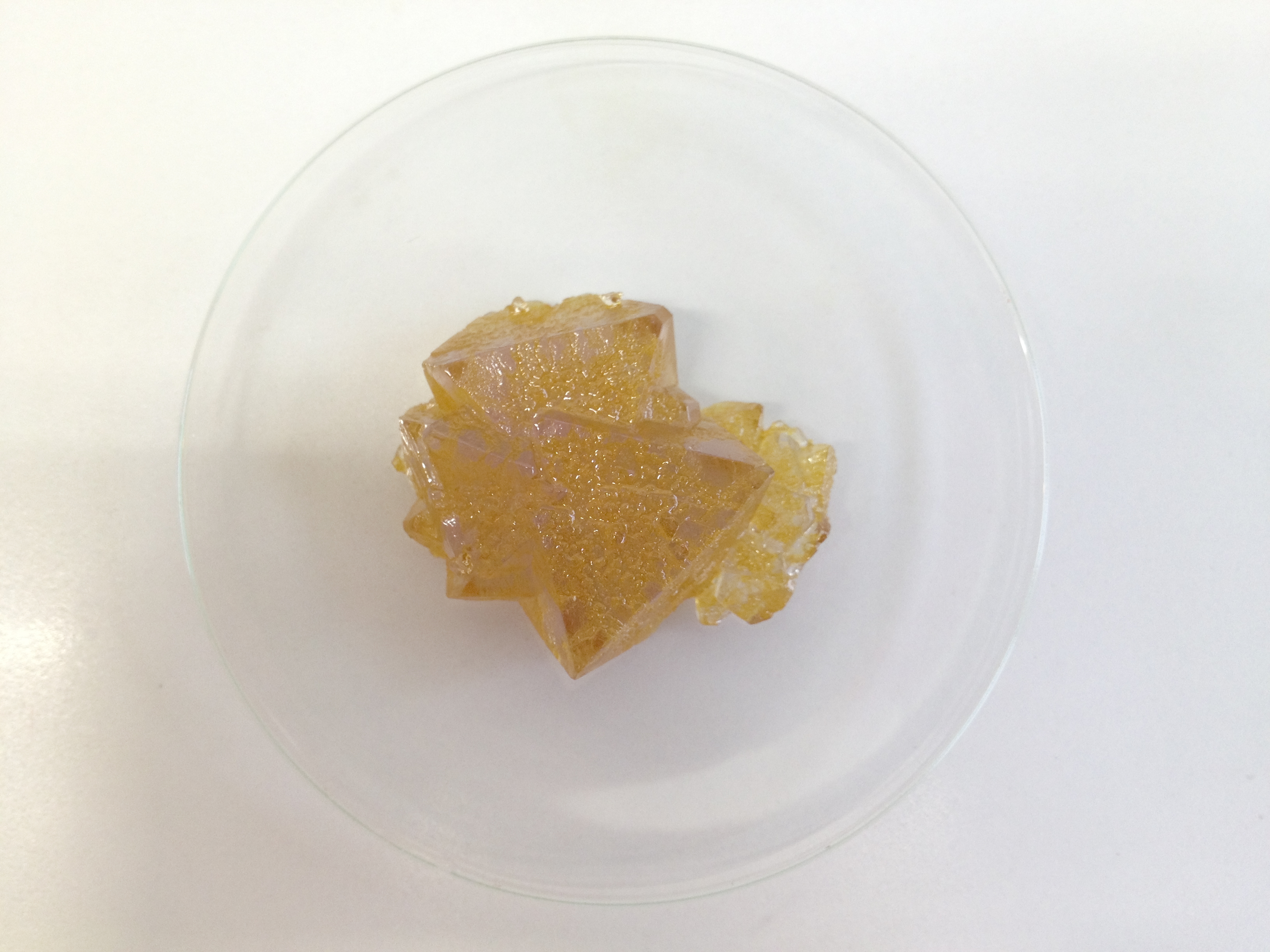
大気中に16日間さらした鉄ミョウバン